# 奧通湖

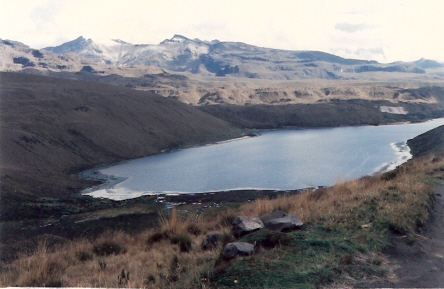

奧通湖是哥倫比亞的湖泊，位於該國西部，由里薩拉爾達省負責管轄，面積1.5平方公里，海拔高度3,900米，該湖在1973年被劃為國家公園範圍。

## 外部連結
- Photos of Lake Otún

4°46′33″N 75°24′53″W / 4.77583°N 75.41472°W